# 蒙德芒-蒙日夫鲁
蒙德芒-蒙日夫鲁（法語：Mondement-Montgivroux，法語發音：[mɔ̃dmɑ̃ mɔ̃ʒivʁu]）是法国马恩省的一个市镇，位于该省西南部，属于埃佩尔奈区。该市镇于1845年由原市镇蒙德芒（Mondement）和蒙日夫鲁（Montgivroux）合并而成。

## 地理
蒙德芒-蒙日夫鲁（48°47'15"N, 3°46'40"E）面积7.37 平方千米，位于法国大東部大區马恩省，该省份为法国东北部内陆省份，北起阿登省，西北接埃纳省，西南接塞纳-马恩省，南至奥布省，东南接上马恩省，东临默兹省。
与蒙德芒-蒙日夫鲁接壤的市镇（或旧市镇、城区）包括：瓦村、阿勒芒、布鲁瓦、勒沃、苏瓦济欧布瓦、沙勒维尔新城。

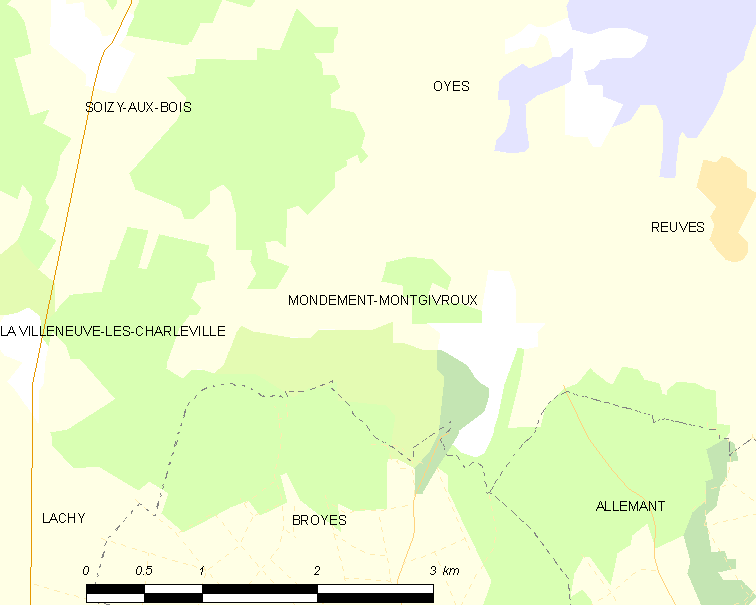
蒙德芒-蒙日夫鲁的OSM定位图

蒙德芒-蒙日夫鲁的时区为UTC+01:00、UTC+02:00（夏令时）。

## 行政
蒙德芒-蒙日夫鲁的邮政编码为51120，INSEE市镇编码为51374。

## 政治
蒙德芒-蒙日夫鲁所属的省级选区为塞扎讷-布里-香槟县。

## 人口

1962-2008年间蒙德芒-蒙日夫鲁人口变化图示

蒙德芒-蒙日夫鲁于2022年1月1日时的人口数量为28人。